# Schola Cantorum de Venezuela

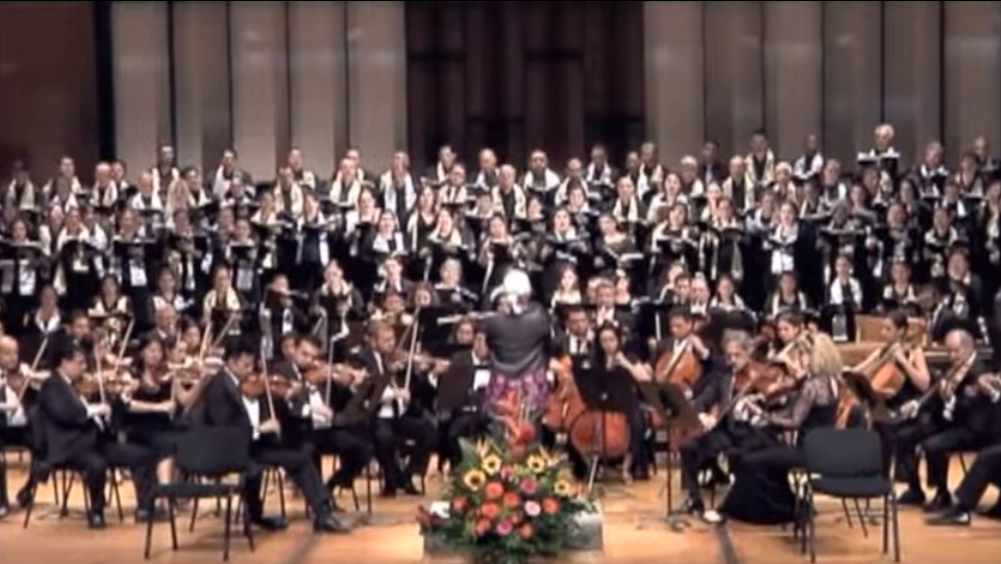
Schola Cantorum de Venezuela Junto a la Orquesta Sinfónica de Venezuela Interpretando la obra El Mesías, Dirigidos por María Guinand

La Schola Cantorum de Venezuela (antes Schola Cantorum de Caracas) es una agrupación coral fundada en 1967 por Alberto Grau, que es un compositor y director de coro venezolano nacido en 1937 en Barcelona, España. Está adscrita a la Fundación Schola Cantorum de Venezuela, a la cual pertenecen otras importantes agrupaciones como la Cantoría Alberto Grau, los Pequeños Cantores de la Schola y la Schola Juvenil: un completo sistema de formación y desarrollo coral nacido de esta agrupación coral.

## Historia
Durante su larga trayectoria la Schola Cantorum de Venezuela ha estrenado en Venezuela obras de compositores de talla mundial como Händel, Carl Orff, Beethoven, Penderecki y Vic Nees, entre otros. La Schola Cantorum de Venezuela ha realizado numerosas giras artísticas interpretando su extenso repertorio, incluyendo conciertos de las obras mencionadas anteriormente, en los más importantes escenarios del mundo tales como el Barbican Center de Londres, el Royal Festival Hall de Londres, el Concertgebouw de Ámsterdam, el Carré Royal Theater de Ámsterdam, el MuseumsQuartier de Viena,el Auditorio Luciano Berio de Roma, el Sydney Opera House, el Lincoln Center de Nueva york, entre otros.
En 1974 ganó el "XXII Concurso Guido D'Arezzo" en Italia, donde obtuvo el primer premio en música polifónica y primer premio en música popular. 
Asimismo ha llevado diversos estrenos mundiales de piezas musicales:
- En 1996 estrenó Oceana de Osvaldo Golijov en el Oregon Bach Festival de Estados Unidos bajo la dirección de María Guinand.
- En 2000 llevó a cabo el estreno de la Pasión según San Marcos de Osvaldo Golijov en el European Music Festival de Stuttgart de Alemania. En 2001 obtuvo una nominación al premio Grammy y una al premio Grammy Latino por su grabación para el sello Hänssler, de esta obra bajo la dirección de María Guinand.
- En 2006 estrenó la ópera A Flowering Tree de John Adams en Viena, la cual fue grabada y editada por el sello Nonesuch.

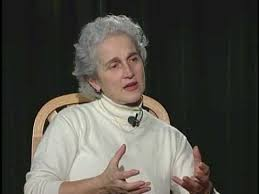
Maria Guinand Siendo entrevistada en Uo Today Show

## Directores
- Alberto Grau (Director fundador)
- María Guinand (Directora titular)
- Ana María Raga (Directora titular)
- Luimar Arismendi (Directora Asistente)
- Pablo Morales Daal (Director asistente)
- Víctor Leonardo González (Director asistente)

## Discografía
- 1969 - Aguinaldos venezolanos. Volumen 1 (LP).
- 1971 - Villancicos y canciones profanas del renacimiento español (LP).
- 1973 - Cantos de Venezuela (LP)
- 1974 - Aguinaldos y villancicos. Volumen 2 (LP).
- 1974 - Obras del XXII Concurso Guido D'Arezzo (LP).
- 1975 - Antología del madrigal venezolano. Volumen 1 (LP).
- 1975 - Antología del madrigal venezolano. Volumen 2 (LP).
- 1982 - Tomás Luis de Victoria y otros autores (LP).
- 1984 - Antología O Magnum Mysterium (Audio Tape).
- 1985 - Schola Cantorum en concierto. Volumen 1 (Audio Tape).
- 1985 - Schola Cantorum en concierto. Volumen 2 (Audio Tape).
- 1985 - Scholatinoamericana (Audio Tape).
- 1985 - Concierto de Navidad (Audio Tape).
- 1992 - Cantata Criolla de Antonio Estévez - Chôros N.º 10 de Heitor Villa-Lobos.
- 1992 - Composiciones Corales de Alberto Grau, dir. Alberto Grau y María Guinand.
- 1994 - La vida breve de Manuel de Falla, dir. Eduardo Mata.
- 1995 - Carmina Burana de Carl Orff, dir. Alberto Grau.
- 1995 - Todo Beethoven, Sinfonía n.º 9 Op. 125 (Coral) de Beethoven, dir. Rodolfo Saglimbeni.
- 1996 - Todo Vivaldi, Gloria RV 589 de Antonio Vivaldi, dir. Igor Lanz.
- 1996 - Nees/Grau, Composiciones corales de Vic Nees y Alberto Grau.
- 1997 - Requiem alemán de Johannes Brahms, dir. Alberto Grau.
- 1997 - Antología 30 años, Volumen 1: Música venezolana y latinoamericana, dir. Alberto Grau.
- 1997 - Antología 30 años. Volumen 2: Música polifónica universal, dir. Alberto Grau.
- 1997 - Música coral latinoamericana del siglo XX, dir. Alberto Grau.
- 1998 - Música de Latinoamérica, colección de obras latinoamericanas editadas por Earthsongs.
- 1998 - Aguinaldos tradicionales, dir. Alberto Grau.
- 1999 - Movimiento Coral Venezolano, Una retrospectiva, colección antológica de agrupaciones corales venezolanas.
- 2001 - La pasión según San Marcos de Osvaldo Golijov, dir. María Guinand.
- 2007 - Latinoamericana XXI.
- 2007 - Antología de obras corales de Alberto Grau. Volumen 1: Voces mixtas.
- 2007 - Antología de obras corales de Alberto Grau. Volumen 2: Voces femeninas.
- 2007 - Antología de obras corales de Alberto Grau. Volumen 3: Música para niños.
- 2007 - Antología de obras corales de Alberto Grau. Volumen 4: Temas populares.
- 2008 - A Flowering Tree: Opera in Two Acts. London Symphony Orchestra.